# Hydroporus lucasi
Hydroporus lucasi é uma espécie de insetos coleópteros pertencente à família Dytiscidae.
A autoridade científica da espécie é Reiche, tendo sido descrita no ano de 1866.
Trata-se de uma espécie presente no território português.